# Michelle Marsh
Michelle Marsh (30 de Setembro de 1982) é uma modelo britânica, conhecida por suas participações nos seriados Coronation Street e Holyoaks, além de ter lançado um single que atingiu a posição 89 no UK Singles Chart. É casada com o jogador de futebol Will Haining, com quem teve filhos.